# Nishiwaki
Nishiwaki  (jap. 西脇市, -shi) ist eine Stadt in der Präfektur Hyōgo in Japan.

## Geographie
Nishiwaki liegt nördlich von Kōbe.

## Geschichte
Die Stadt Nishiwaki wurde am 1. Oktober 2005 aus den ehemaligen Gemeinden Nishiwaki und Kurodasho gegründet.

## Verkehr
- Straße:
  - San’yō-Autobahn
  - Nationalstraße 175,427
- Zug:
  - JR Kakogawa-Linie: nach Kakogawa

## Söhne und Töchter der Stadt
- Hozumi Hasegawa (* 1980), Boxer
- Masanori Tanimoto (* 1945), Präfekturgouverneur

## Angrenzende Städte und Gemeinden
- Kasai
- Katō
- Sasayama
- Tanba